# Çevrecik
Çevrecik (zazaisch Sorike, kurd. Sorik, Sayrike oder auch Gere) ist ein Dorf im Landkreis Nazımiye in der türkischen Provinz Tunceli. Çevrecik liegt ca. 6 km südwestlich von Nazımiye.
Anfang der 1990er Jahre wurde Çevrecik komplett oder teilweise geräumt. Damals lebten dort 156 Menschen. Im Jahre 2011 hatte Çevrecik 81 Einwohner.
An der Dorfgrenze, am Fuße des Düzgün-Baba-Berges (Düzgün Baba Dağı) befindet sich das Versammlungshaus Düzgün Baba.